# Villapene
Villapene (llamada oficialmente Santa María de Vilapene) es una parroquia española del municipio de Cospeito, en la provincia de Lugo, Galicia.

## Otras denominaciones
La parroquia también es conocida por el nombre de Santa María de Villapene.

## Organización territorial
La parroquia está formada por diez entidades de población, nueve de las cuales constan en el nomenclátor del Instituto Nacional de Estadística español:

### Entidades de población
Entidades de población que forman parte de la parroquia:
- Algara
- A Cruz
- A Grandella
- Franco (O Franco)
- Modia (A Modia)
- Monte (O Monte)
- O Curral
- Outeiro (O Outeiro)
- Val (O Val)

### Despoblado
Despoblado que forma parte de la parroquia:
- Felín

## Demografía
| Gráfica de evolución demográfica de Villapene entre 2000 y 2019 |
|                                                                 |
| Datos según el nomenclátor publicado por el INE.                |